# 6092 Johnmason
6092 Johnmason este un asteroid din centura principală de asteroizi.

## Descriere
6092 Johnmason este un asteroid din centura principală de asteroizi. A fost descoperit pe 27 iunie 1990 la Observatorul Palomar de Eleanor Francis Helin. Asteroidul prezintă o orbită caracterizată de o semiaxă mare de 2,37 ua, o excentricitate de 0,25 și o înclinație de 9,5° în raport cu ecliptica.